# 豊中市立第三中学校
豊中市立第三中学校（とよなかしりつ だいさんちゅうがっこう）は、大阪府豊中市栗ヶ丘町にある公立中学校。

## 生徒数
市内17校のうち3番目に多い。近年の生徒数は増減はあまりない。（2024年5月）

## 沿革
- 1947年4月1日 - 豊中市立第三中学校として開校。旧制大阪府立豊中中学校（大阪府立豊中高等学校）・旧制大阪府立豊中高等女学校（大阪府立桜塚高等学校）の2ヶ所に仮校舎を設置。
- 1948年4月 - 仮校舎を大阪府立桜塚高等学校・豊中市立大池小学校の2ヶ所に変更。
- 1949年6月 - 独立校舎に移転（現在の豊中市立南桜塚小学校の場所）。
- 1953年5月 - 現在地に移転。
- 1962年6月 - プール竣工。
- 1964年8月 - 体育館兼講堂竣工。
- 1966年4月 - 従来の豊中市立第一中学校校区から、南桜塚小学校校区の東部を当校校区に編入。
- 1978年4月 - 養護学級設置。
- 1986年4月 - 従来の豊中市立第一中学校校区から、中桜塚・南桜塚を当校校区に編入。
- 1998年2月 - コンピュータ室完成。
- 2002年4月 - 上履き制実施。
- 2003年4月 - 従来の豊中市立第一中学校校区から、曽根東町1丁目を当校校区に編入。

## 通学区域
- 豊中市立桜塚小学校、豊中市立南桜塚小学校の通学区域。
- 豊中市立熊野田小学校、豊中市立上野小学校の通学区域の一部。
  - 豊中市立中学校通学区域一覧表を参照

## 交通
- 岡町駅から約15分。
- 阪急バス「豊中三中前」バス停。

## 出身著名人[2]
- 前田憲男（アーティスト）
- 一色貞輝（政治家）
- 長友貴樹（政治家）
- 小林良彰（慶應義塾大学法学部教授）
- 井奥成彦（慶應義塾大学文学部教授）
- 大西賢（日本航空元会長）
- 柏木宏之（アナウンサー）
- 辻岡正人（映画監督・俳優）
- 紺野まひる（女優）
- 加古隆（作曲家、ピアニスト）
- かとうかなこ（クロマチック・アコーディオン奏者）